# Landesgartenschau Wangen im Allgäu 2024

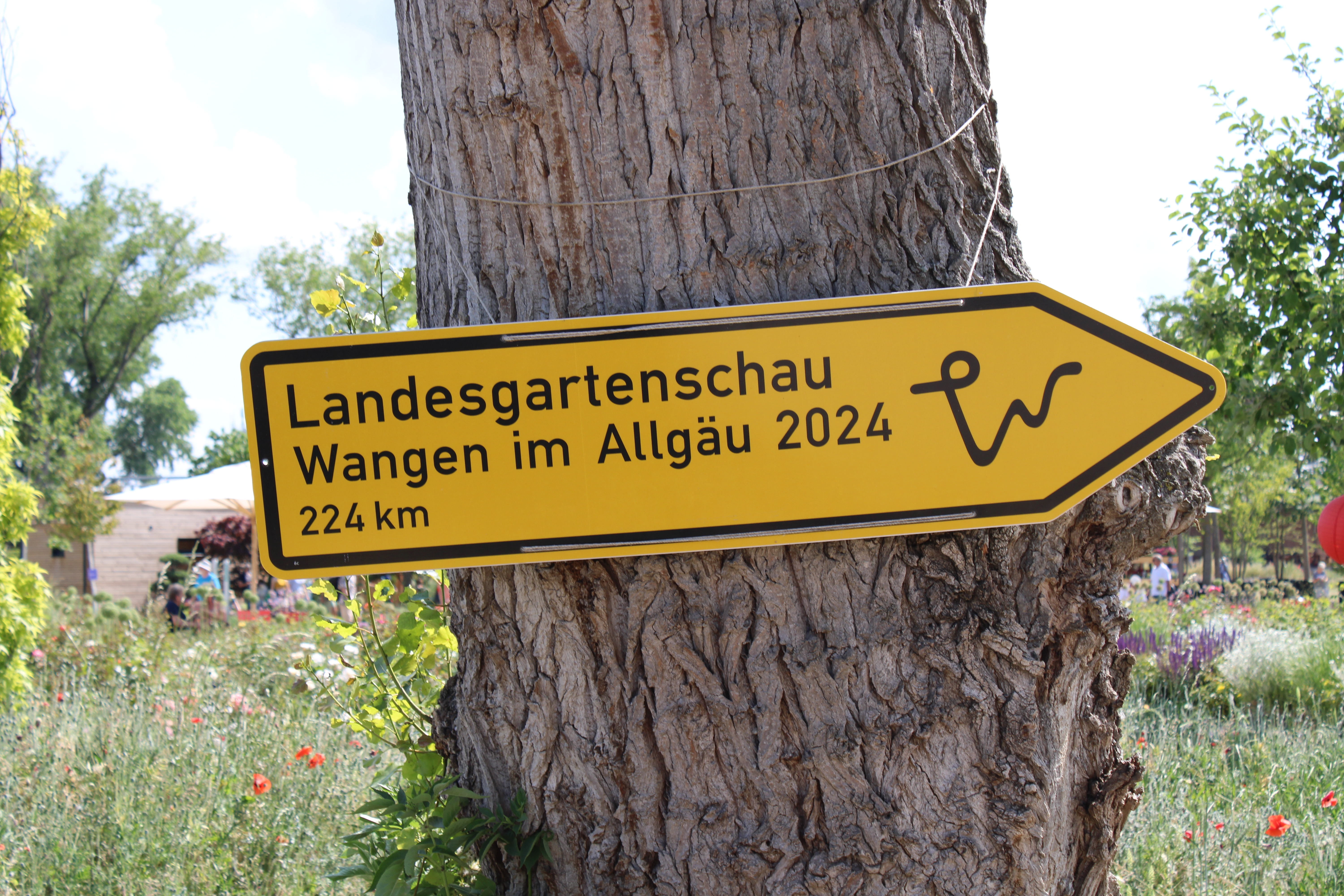
Wegweiser auf der Bundesgartenschau 2023 im Mannheimer Spinelli-Park auf die 2024er Veranstaltung in Wangen

Die Landesgartenschau Wangen im Allgäu 2024 fand vom 26. April 2024 bis zum 6. Oktober 2024 in der  Stadt Wangen im Allgäu im baden-württembergischen Landkreis Ravensburg statt. Unter dem Motto „kunterbuntermunter“ ging es bei rund 2000 Veranstaltungen aus den Bereichen Garten, Natur, Kunst und Kultur um Stadtentwicklung, Klimaschutz und die Verbesserung der Lebensqualität in der Stadt.

## Geschichte

### Idee und Planung
2009 hatte sich die Große Kreisstadt Wangen im Allgäu um die Landesgartenschau beworben. Ziel war unter anderem, neue Wohnquartiere und Erholungsräume zu schaffen sowie das Areal der ehemaligen Baumwollspinnerei und -weberei ERBA, die 1992 in Konkurs gegangen war, zu sanieren und zu revitalisieren. Die Industriearchitektur, die unter Denkmalschutz steht, sollte dabei so weit wie möglich erhalten werden.
2010 erhielt die Stadt den Zuschlag für die baden-württembergische Landesgartenschau 2024. 2014 lobten das Ministerium für Ländlichen Raum und Verbraucherschutz und die Stadt Wangen gemeinsam einen EU-weiten, offenen landschaftsarchitektonischen und städtebaulichen Realisierungswettbewerb aus. Die Jury vergab zwei erste Preise. Im weiteren Verlauf erhielt das Münchner Büro lohrer.hochrein landschaftsarchitekten und stadtplaner GmbH gemeinsam mit Löhle und Neubauer Architekten aus Augsburg den Zuschlag.